# Khaled Tamoura
 (février 2019).
Khaled Tamoura est un footballeur algérien né le 16 novembre 1976 à Chlef. Il évoluait au poste de milieu de terrain.

## Biographie
Khaled Tamoura évolue en Division 1 avec les clubs de l'ASO Chlef, de l'OMR En Anasser, et de l'AS Khroub.
Il joue huit matchs en Coupe de la confédération avec l'équipe de l'ASO Chlef.

## Palmarès
- Vainqueur de la coupe d'Algérie en 2005 avec l'ASO Chlef.
- Accession en Ligue 1 en 2010 avec le MC Saïda.
- Accession en Ligue 1 en 2002 avec l'ASO Chlef.
- Accession en Ligue 2 en 2000 avec l'ASO Chlef.